# اوروویچکا
اوروویچکا (به صربی: Orovička Planina) یک روستا در صربستان است که در Ljubovija واقع شده است.